# فتح‌آباد (ورامین)
فتح‌آباد (ورامین)، روستایی از توابع بخش پیشوا شهرستان ورامین در استان تهران ایران است.

## جمعیت
این روستا در دهستان عسگریه قرار دارد و براساس سرشماری مرکز آمار ایران در سال ۱۳۸۵، جمعیت آن ۲۳ نفر (۷خانوار) بوده‌است.